# العلاقات التوفالية السويسرية
العلاقات التوفالية السويسرية هي العلاقات الثنائية التي تجمع بين توفالو وسويسرا.

## مقارنة بين البلدين
هذه مقارنة عامة ومرجعية للدولتين:
| وجه المقارنة                                              | توفالو                         | سويسرا                                                                                      |
| --------------------------------------------------------- | ------------------------------ | ------------------------------------------------------------------------------------------- |
| المساحة (كم2)                                             | 26                             | 41.28 ألف                                                                                   |
| عدد السكان (نسمة)                                         | 11.19 ألف                      | 8.21 مليون                                                                                  |
| الكثافة السكانية (ن./كم²)                                 | 43.04 ألف                      | 198.89                                                                                      |
| العاصمة                                                   | فونافوتي                       | برن                                                                                         |
| اللغة الرسمية                                             | اللغة التوفالوية، لغة إنجليزية | اللغة الألمانية، اللغة الإيطالية، لغة فرنسية، اللغة الرومانشية، الألمانية السويسرية الموحدة |
| العملة                                                    | دولار توفالو                   | فرنك سويسري                                                                                 |
| الناتج المحلي الإجمالي (بليون دولار)                      | 39.73 مليون                    | 678.89 مليار                                                                                |
| الناتج المحلي الإجمالي (تعادل القوة الشرائية) بليون دولار | 38.93 مليون                    | 518.07 مليار                                                                                |
| الناتج المحلي الإجمالي الاسمي للفرد دولار أمريكي          | 3.29 ألف                       | 80.94 ألف                                                                                   |
| الناتج المحلي الإجمالي للفرد دولار أمريكي                 | 3.77 ألف                       | 59.54 ألف                                                                                   |
| مؤشر التنمية البشرية                                      |                                | 0.930                                                                                       |
| رمز المكالمات الدولي                                      | +688                           | +41                                                                                         |
| رمز الإنترنت                                              | .tv                            | .ch، .swiss ‏                                                                                |
| المنطقة الزمنية                                           | ت ع م+12:00                    | توقيت وسط أوروبا، ت ع م+01:00، ت ع م+02:00، أوروبا/زيورخ ‏                                   |

## منظمات دولية مشتركة
يشترك البلدان في عضوية مجموعة من المنظمات الدولية، منها:
| علم المنظمة | اسم المنظمة                   | تاريخ انضمام توفالو | تاريخ انضمام سويسرا |
| ----------- | ----------------------------- | ------------------- | ------------------- |
|             | منظمة حظر الأسلحة الكيميائية  | ?                   | ?                   |
|             | يونسكو                        | 21 أكتوبر 1991      | 28 يناير 1949       |
|             | الاتحاد الدولي للاتصالات      | 15 أغسطس 1996       | 1866                |
|             | الأمم المتحدة                 | 5 سبتمبر 2000       | 10 سبتمبر 2002      |
|             | البنك الدولي للإنشاء والتعمير | 24 يونيو 2010       | 29 مايو 1992        |
|             | الاتحاد البريدي العالمي       | ?                   | ?                   |
|             | مؤسسة التنمية الدولية         | 24 يونيو 2010       | 29 مايو 1992        |
|             | بنك التنمية الآسيوي           | 1993                | 1967                |

## وصلات خارجية
- موقع وزارة الخارجية السويسرية